# Olivryggig hackspett
Olivryggig hackspett (Gecinulus rafflesii) är en fågel i familjen hackspettar inom ordningen hackspettartade fåglar.

## Utseende och läte
Olivryggig hackspett är en medelstor, tofsförsedd hacksett med olivbrun kropp och svartvita strimmor på huvud och hals. Huvudtofsen är röd hos hanen, svart hos honan. Det kakofoniska lätet är fallande, ofta med en sträv ton.

## Utbredning och systematik
Olivryggig hackspett delas in i två underarter med följande utbredning:
- rafflesii – förekommer i södra Myanmar och Thailand, samt på Malackahalvön, Sumatra och Bangka
- dulitense – förekommer på Borneo

### Släktestillhörighet
Olivryggig hackspett betraktades fram tills nyligen helt okontroversiellt vara en del av flamspettarna i Dinopium, med det svenska trivialnamnet olivryggig flamspett. Genetiska studier visar dock att arten, trots avvikande utseende, istället är systerart till de två hackspettsarterna i Gecinulus. Den har därför förts över till det släktet och tilldelats ett nytt svenskt trivialnamn.

## Levnadssätt
Arten bebor skogar i lågland och lägre bergstrakter. Där ses den på medelhög höjd i träden, men även nära marken, både enstaka eller i par.

## Status och hot
Arten har ett stort utbredningsområde, men tros minska i antal till följd av avskogning, dock inte tillräckligt kraftigt för att den ska betraktas som hotad. Internationella naturvårdsunionen IUCN listar arten som nära hotad (LC).